# 保羅·亨廷頓
保羅·亨廷頓（英語：Paul Huntington，1987年9月17日—），英格蘭職業足球員 ，司職後衛，現效力英冠球會普雷斯顿。

## 生平
亨廷頓於2004年7月1日加盟紐卡素，並於同年贏得U18世界盃，亨廷頓首次代表紐卡素上陣是在2004年12月7日對米杜士堡的賽事；而首次正選上陣則是英格蘭足總盃中對馬斯菲爾的賽事。2006年1月14日，亨廷頓射入他在紐卡素的首球，並助球隊擊敗熱刺。
2007年8月31日，亨廷頓加盟列斯聯。亨廷頓於列斯聯的首次上陣是在2007年9月8日對哈特普爾的賽事中入替。
2007年10月9日，亨廷頓在英錦標對達寧頓賽事中，攻入在列斯聯的首球。2008年1月26日，亨廷頓在對盧頓的賽事攻入個人首個聯賽入球。在2008年4月5日對奧連特的賽事中，最初以為是列斯聯中場巴特利莊臣攻入，但最後認定是亨廷頓最後觸球的，因而判決此球為亨廷頓所攻入。其後，因後衛雷·馬基斯需出戰非洲國家盃，領隊加利·麥亞里士打大膽起用亨廷頓出任正選，亨廷頓的表現並沒有令人失望，更因此奪取了正選的位置。
在麥亞里士打離任後，亨廷頓上陣機會減少，於2009年9月被外借到同是英甲的史托港1個月，其後延長1個月，期間上陣9場聯賽，期滿後返回列斯聯。將於夏季約滿的亨廷頓獲列斯聯提前解約，於2010年2月1日正式加盟史托港，短暫效力半季再獲派上陣17場，隨著球隊於球後降班英乙後，亨廷頓不獲留用。
2010年7月16日加盟英甲球會伊奧維，簽約兩年。2011年1月亨廷頓射入3球，另有3場協助球隊保持不失球，為伊奧維取得14分，獲選為「英甲1月份最佳球員」。

## 外部連結
- 足球数据库：亨廷頓的球员统计数据
- NUFC Official website profile
- ESPN Soccernet Profile （页面存档备份，存于）
- BBC Sport Profile （页面存档备份，存于）